# Jålpa jaure
Jålpa jaure är en sjö i Kiruna kommun i Lappland och ingår i Torneälvens huvudavrinningsområde. Sjön har en area på 0,0576 kvadratkilometer och ligger 734,8 meter över havet. Jålpa jaure ligger i Torne och Kalix älvsystem Natura 2000-område.

## Delavrinningsområde
Jålpa jaure ingår i det delavrinningsområde (754543-165502) som SMHI kallar för Ovan Tjaskajåkka. Medelhöjden är 774 meter över havet och ytan är 26,58 kvadratkilometer. Räknas de 10 avrinningsområdena uppströms in blir den ackumulerade arean 319,75 kvadratkilometer. Lävasjåkka som avvattnar avrinningsområdet har biflödesordning 3, vilket innebär att vattnet flödar genom totalt 3 vattendrag innan det når havet efter 448 kilometer. Avrinningsområdet består mestadels av kalfjäll (98 procent). Avrinningsområdet har 0,17 kvadratkilometer vattenytor vilket ger det en sjöprocent på 0,6 procent.